# アレクサンデル・メザン
アレクサンデル・アルノルド・メザン（Alexander Arnold Mezan, 旧名: Jan Alexander Östlund、1978年11月2日 - ）は、スウェーデン・オケルスベルガ出身の元同国代表サッカー選手。現役時代のポジションはディフェンダー。

## 経歴

### クラブ
1995年にAIKソルナでプロデビューを果たし、1998-99シーズンはポルトガルのヴィトーリア・ギマイランスに所属したが、リーグ戦での出場機会は皆無だった。その後、母国スウェーデンのクラブで経験を積み、2004-05シーズンの冬にエールディヴィジのフェイエノールトに移籍。すぐにポジションを掴み、翌シーズンも変わらずレギュラーだったが、またしても冬の移籍市場で当時チャンピオンシップに在籍していたサウサンプトンFCへ引き抜かれた。しかし、2シーズン半でリーグ戦44試合とローテーション要員から抜け出せず、チームもプレミアリーグ昇格には絡めていなかったため、2008年8月にデンマークのエスビャウfBへフリーで移籍し、2010年1月、現役引退を発表した。

### 代表
1994年からスウェーデンの各世代別代表を経験し、2003年11月18日、エジプト代表との親善試合でスウェーデン代表デビューを果たした。UEFA EURO 2004では、大会直前に負傷したミカエル・スヴェンソンの代役として登録メンバーに選出された。グループステージ3試合では出番はなかったが、ベスト8のオランダ代表戦では先発フル出場したが、0-0で迎えたPK戦で敗れたため、大会を後にした。同大会後はラーシュ・ラーゲルベックのファーストチョイスから外れ、続くメジャー大会である2006 FIFAワールドカップメンバーからは落選。以降は代表から遠ざかることとなった。

## 人物
現役時代はヤン・アレクサンデル・エストルンドを名乗ってプレーしていたが、現役引退後に姓をエストルンドからメザンに変更した。